# Heavy Petting Zoo
| 전문가 평가                | 전문가 평가 |
| 평가 점수                  | 평가 점수   |
| 출처                       | 점수        |
| -------------------------- | ----------- |
| Allmusic                   | [ 1 ]       |
| Christgau's Consumer Guide | [ 2 ]       |
| Spin                       | 7/10        |

《Heavy Petting Zoo》는 미국의 펑크 록 밴드 NOFX의 여섯 번째 스튜디오 음반이다. 1996년 1월 31일, 에피타프 레코드를 통해 발매되었다. 이 음반은 미국 빌보드 200 차트에서 63위를 차지했는데, 이는 NOFX 음반으로는 처음이다. 오스트리아에서는 《Heavy Petting Zoo》이 20위로 정점을 찍은 반면, 음반은 스웨덴과 핀란드 모두에서 13위를 차지했다.

## 배경
1995년 10월, 샌프란시스코의 레이저 에지 스튜디오에서 라이언 그린과 함께 음반을 녹음했다.
《Heavy Petting Zoo》의 음악은 "멜로디"라는 찬사를 받았고, 음반은 밴드의 1991년 《Ribbed》 LP와 비교했을 때 호의적이었지만, 〈Hobophobic (Scared of Bums)〉과 〈Freedom Lika Shopping Cart〉와 같은 트랙은 재치 있는 제목으로 찬사를 받았지만, 지나치게 냉소적이라는 비판도 받았다.
수록곡 〈August 8th〉는 제리 가르시아의 죽음을 언급하고 있습니다. 작곡가 팻 마이크는 "왜냐하면 저는 그레이트풀 데드를 정말 싫어하지만, 알고 보니 제가 날짜를 잘못 알고 있었습니다. 그는 정말 8월 9일에 세상을 떠났습니다. 아이고, 제가 레임인 것 같네요."라고 말했다. 팻 마이크에 따르면, 〈The Black And White〉의 전반부는 "미국의 작은 마을"에 사는 억압된 동성애 남성에 관한 것이다.
〈Liza〉는 1992년 음반 《White Trash, Two Heebs and a Bean》에서 소개된 레즈비언 리자와 루이스를 다시 방문한다. 시리즈의 세 번째 곡인 Louise는 그들의 여덟 번째 음반 《Pump Up the Valuum》에서 찾을 수 있다.

## 커버 아트
음반에는 두 가지 다른 커버 이미지가 있는데, 둘 다 펑크 음반 아트의 유명한 디자이너인 마크 드 살보가 그림을 그렸다.  CD 에디션의 커버 아트에는 양을 손가락질하는 남자가 등장한다. 밴드의 이름과 음반 제목이 커버의 상단에 나와 있다. 바이닐 에디션의 커버 아트에는 69 위치에 동일한 사람과 양이 있다. 제목 《Eating Lamb》은 LP 커버에 나와 있으며, 음반 등에 《Heavy Petting Zoo》가 쓰여 있고 자체적으로 기록되어 있다.

## 곡 목록
모든 곡들은 팻 마이크에 의해 작사/작곡하였다.
| #   | 제목                                   | 재생 시간 |
| --- | -------------------------------------- | --------- |
| 1.  | 〈Hobophobic (Scared of Bums)〉        | 0:48      |
| 2.  | 〈Philthy Phil Philanthropist〉        | 3:10      |
| 3.  | 〈Freedom Lika Shopping Cart〉         | 3:43      |
| 4.  | 〈Bleeding Heart Disease〉             | 3:36      |
| 5.  | 〈Hot Dog in a Hallway〉               | 2:50      |
| 6.  | 〈Release the Hostages〉               | 2:29      |
| 7.  | 〈Liza〉                               | 2:55      |
| 8.  | 〈What's the Matter with Kids Today?〉 | 1:13      |
| 9.  | 〈Love Story〉                         | 2:37      |
| 10. | 〈The Black and White〉                | 3:36      |
| 11. | 〈Whatever Didi Wants〉                | 3:00      |
| 12. | 〈August 8th〉                         | 1:35      |
| 13. | 〈Drop the World〉                     | 3:22      |